# Velcra
Velcra ist eine finnische Band, deren Stil sich aus Elementen von Metal, Alternative Rock und Electronica zusammensetzt.

## Bandgeschichte
Ursprünglich bestand die Gruppe nur aus der Sängerin Jessi Frey und dem Multiinstrumentalisten O.D. Die beiden nahmen 1999 ihr erstes gemeinsames Demoband auf. Die Lieder befinden sich stilistisch irgendwo zwischen Metal und Popmusik. Das Demotape erhielt schon kurz nach Erscheinen den Titel „Demo des Monats“ im britischen Metal Hammer.
Da für Liveauftritte zwei zu wenig sind, wurde beschlossen, weitere Bandmitglieder aufzunehmen. So kam der Bassist Gunnar und der Schlagzeuger Mikko dazu. Daraufhin wurden sie von EMI Finnland unter Vertrag genommen und spielten 2002 ihr Debütalbum Consequences of Disobedience ein. Nachdem die CD in den Läden stand und ihre erste Single in die Charts gelangt war, ging die Band auf Tour. Anfangs nur in Finnland, später auch in Deutschland und England. Dadurch wurden sie international bekannt und EMI Deutschland ließ ihr Album auch in Deutschland erscheinen. Für die weitere Tour mit Exilia und Oomph! kamen noch der Bassist Willi und DJ Freak am Keyboard und den Turntables dazu. Im Sommer 2005 erschien das zweite Album Between Force And Fate, auf dem auch die beiden Neueinsteiger zu hören sind.
Im Frühjahr 2007 erschien das dritte Album der Band. Hadal stellt die bisher nur hintergründigen elektronischen Einflüsse in den Vordergrund. Anleihen aus Breakbeat und Drum and Bass bestimmen das Werk und werden nur zeitweise von Schlagzeug und E-Gitarre unterstützt. Der Gesang von Jessi Frey fällt deutlich sauberer und melodischer aus.

## Diskografie

### Alben
| Jahr | Titel                        | Höchstplatzierung, Gesamtwochen, AuszeichnungChartsChartplatzierungen (Jahr, Titel, Platzierungen, Wochen, Auszeichnungen, Anmerkungen) | Anmerkungen |
| Jahr | Titel                        | FI | Anmerkungen |
| ---- | ---------------------------- | --- | ----------- |
| 2002 | Consequences of Disobedience | FI36 (1 Wo.)FI |             |
| 2005 | Between Force and Fate       | FI6 (4 Wo.)FI |             |
| 2007 | Hadal                        | FI36 (1 Wo.)FI |             |

### Singles
| Jahr | Titel Album                                        | Höchstplatzierung, Gesamtwochen, AuszeichnungChartsChartplatzierungen (Jahr, Titel, Album, Platzierungen, Wochen, Auszeichnungen, Anmerkungen) | Anmerkungen |
| Jahr | Titel Album                                        | FI | Anmerkungen |
| ---- | -------------------------------------------------- | --- | ----------- |
| 2002 | Can’t Stop Fighting Consequences of Disobedience   | FI5 (1 Wo.)FI |             |
| 2005 | Our Will Against Their Will Between Force and Fate | FI8 (1 Wo.)FI |             |
| 2007 | Dusk becomes a Dawn Hadal                          | FI8 (1 Wo.)FI |             |